# Ormosia krugii
Ormosia krugii är en ärtväxtart som beskrevs av Ignatz Urban. Ormosia krugii ingår i släktet Ormosia och familjen ärtväxter. Inga underarter finns listade i Catalogue of Life.